# Mistrzostwa Świata w Kolarstwie Przełajowym 1977
28. Mistrzostwa Świata w Kolarstwie Przełajowym 1977 odbyły się w zachodnioniemieckim Hanowerze, 30 stycznia 1977 roku. Rozegrano wyścigi mężczyzn w kategoriach zawodowców i amatorów.

## Medaliści
| Konkurencja:                 | Złoto:          | Czas      | Srebro:             | Czas     | Brąz:             | Czas     |
| Klasyfikacja mężczyzn        |                 |           |                     |          |                   |          |
| Zawodowcy (30 stycznia 1977) | Albert Zweifel  | 1:04:15 h | Peter Frischknecht  | + 2:05 m | Eric De Vlaeminck | + 2:35 m |
| Amatorzy (30 stycznia 1977)  | Robert Vermeire | 56:12 m   | Ekkehard Teichreber | + 0:26 m | Vojtěch Červínek  | + 0:26 m |

## Szczegóły

### Zawodowcy
| Medal | Zawodnik           | Narodowość | Czas      |
| ----- | ------------------ | ---------- | --------- |
|       | Albert Zweifel     | Szwajcaria | 1:04:15 h |
|       | Peter Frischknecht | Szwajcaria | + 2:05    |
|       | Eric De Vlaeminck  | Belgia     | + 2:35    |
| 4     | Willy Lienhard     | Szwajcaria | + 3:59    |
| 5     | Albert Van Damme   | Belgia     | + 4:21    |
| 6     | Marc De Block      | Belgia     | + 4:37    |
| 7     | Gertie Wildeboer   | Holandia   | + 4:46    |
| 8     | Hermann Gretener   | Szwajcaria | + 5:53    |
| 9     | Klaus-Peter Thaler | RFN        | + 6:53    |
| 10    | Richard Steiner    | Szwajcaria | + 8:01    |

### Amatorzy
| Medal | Zawodnik            | Narodowość     | Czas    |
| ----- | ------------------- | -------------- | ------- |
|       | Robert Vermeire     | Belgia         | 56:12 m |
|       | Ekkehard Teichreber | RFN            | + 0:26  |
|       | Vojtěch Červínek    | Czechosłowacja | + 0:26  |
| 4     | Dieter Uebing       | RFN            | + 0:32  |
| 5     | Miloš Fišera        | Czechosłowacja | + 0:46  |
| 6     | Jean-Yves Plaisance | Francja        | + 0:58  |
| 7     | Alex Gérardin       | Francja        | + 0:58  |
| 8     | Heinz Weis          | RFN            | + 1:05  |
| 9     | Franco Vagneur      | Włochy         | + 1:15  |
| 10    | Jiří Kvapil         | Czechosłowacja | + 1:15  |

## Tabela medalowa
| Miejsce | Państwo        |   |   |   |   |
| ------- | -------------- | - | - | - | - |
| 1.      | Szwajcaria     | 1 | 1 | 0 | 2 |
| 2.      | Belgia         | 1 | 0 | 1 | 2 |
| 3.      | RFN            | 0 | 1 | 0 | 1 |
| 4.      | Czechosłowacja | 0 | 0 | 1 | 1 |